# Wapen van Numansdorp

Wapen van Numansdorp

Het wapen van Numansdorp werd op 17 november 1950 bij Koninklijk Besluit aan de gemeente Numansdorp in gebruik bevestigd. Sinds 1 januari 1984 valt Numansdorp onder de nieuw opgerichte gemeente Cromstrijen. Het wapen van Numansdorp is daardoor komen te vervallen. Het wapen van Cromstrijen is gelijk aan dat van Numansdorp, maar in andere kleuren.

## Blazoenering
De blazoenering van het wapen luidde als volgt:
In zilver een golvende dwarsbalk, boven vergezeld van 2, onder van 1 St.Andrieskruis, alles van azuur. Het schild gedekt met een gouden kroon van 3 bladeren en 2 paarlen.
De heraldische kleuren in het wapen zijn zilver (wit) en azuur (blauw). Het schild is gedekt met een gravenkroon.

## Geschiedenis
Het wapen is gelijk aan dat van de Heerlijkheid Cromstrijen, waarin Klaaswaal en Numansdorp gelegen waren. Klaaswaal voerde hetzelfde wapen in andere kleuren. Ook de nieuwe gemeente Cromstrijen voert een vergelijkbaar wapen. Of de kruisjes afkomstig zijn van het wapen van de familie Van Strijen (zie Strijen) is niet bekend. Het wapen van Numansdorp wordt door Van Ollefen in 1793 beschreven met twee paarden als schildhouders.
De andreaskruizen zouden vroeger mogelijk rietpluimen aan weerszijden van de Kromme Strijne hebben uitgebeeld.

## Verwante wapens

Het wapen van de heerlijkheid Cromstrijen volgens het register van de HRvA
Het wapen van Klaaswaal
Het wapen van de gemeente Cromstrijen